# José Encarnación Romero
José Encarnación Romero (Maracaibo, 13 de octubre de 1916 - Ibidem, 22 de noviembre de 1984) más conocido como Pachencho Romero, fue un atleta venezolano, primer medallista de su país de esta disciplina deportiva en unas pruebas internacionales, en los  II Juegos Bolivarianos Lima 1947, Perú.

## Trayectoria
Logra en los II Juegos Deportivos Bolivarianos de 1947 celebrados en Lima (Perú) la primera medalla de oro en competición internacional en la categoría de atletismo, con un lanzamiento de jabalina de 58,45 metros.
Portó la antorcha en los VI Juegos Bolivarianos 1970 celebrados en la Ciudad de Maracaibo, Venezuela. El apodo "Pachencho" tiene su origen en un muñeco de un ventrílocuo colombiano al que José Romero imitaba con mucha gracia, tanto que le quedó el apodo.

## Obras como homenaje
En su homenaje, el 12 de diciembre de 1974 el estadio olímpico del complejo polideportivo de Maracaibo en nombrado  Estadio Olímpico José Encarnación "Pachencho" Romero.